# Карлоу (город)

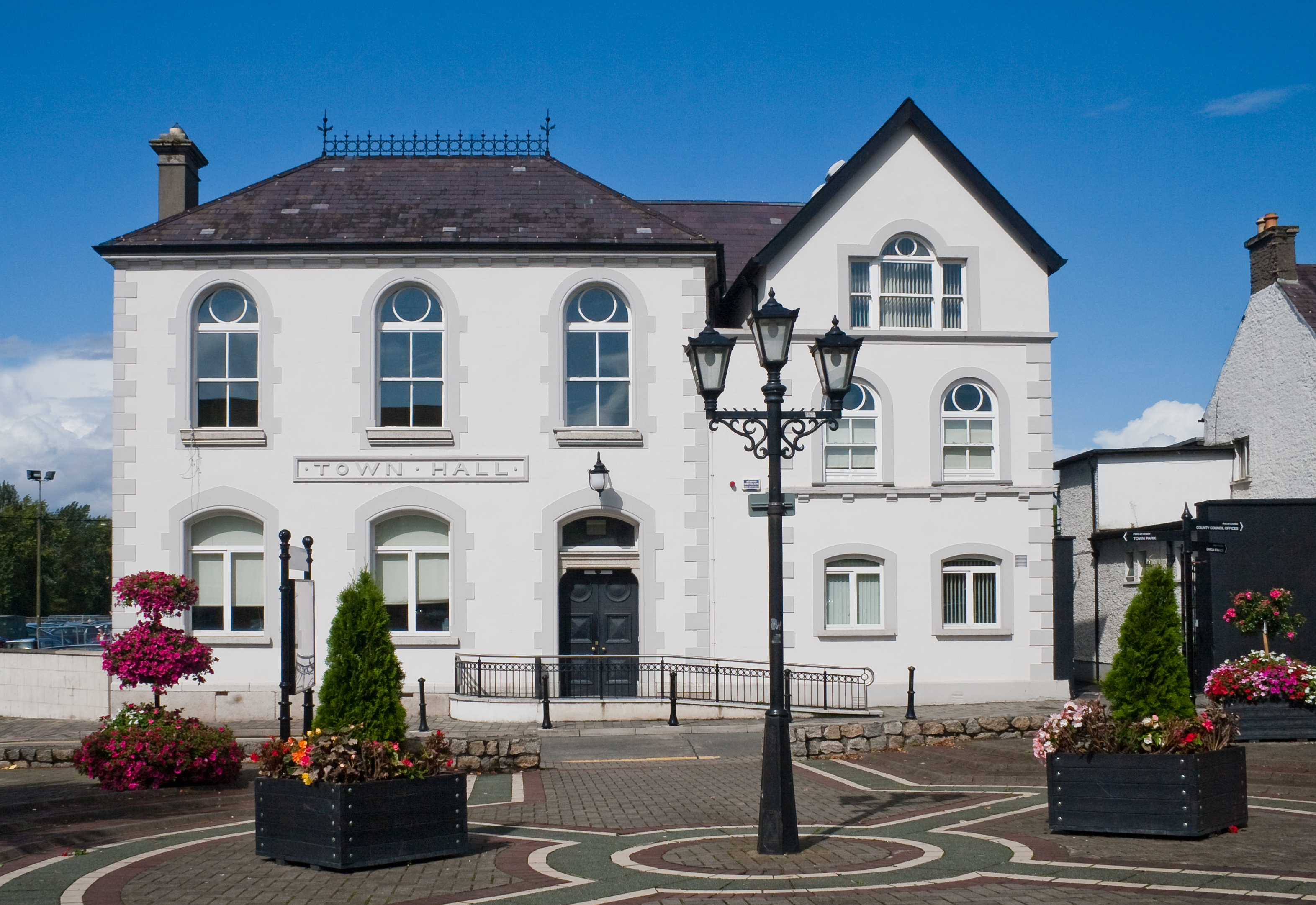
Ратуша

Карлоу (англ. Carlow; ирл. Ceatharlach (Кяхарлах), «скотное место», исторически был известен также как Caherlagh, Caterlagh и Catherlagh) — (малый) город в Ирландии, административный центр графства Карлоу (провинция Ленстер), а также его крупнейший город. Одна из местных достопримечательностей — замок Карлоу.
Город-побратим Карлоу —  Темпе.
Местная железнодорожная станция была открыта 4 августа 1846 и закрыта для товароперевозок 9 июня 1976 года. Местная газета, Carlow Nationalist, была открыта в 1883 году.

## Демография
Население — 20 724 человека (по переписи 2006 года). В 2002 году население составляло 18 487 человек. При этом, население внутри городской черты (legal area) было 13 623, население пригородов (environs) — 7101.
Данные переписи 2006 года:
| Общие демографические показатели |               |                               |                               |       |       |
| Всё население                    | Всё население | Изменения населения 2002—2006 | Изменения населения 2002—2006 | 2006  | 2006  |
| 2002                             | 2006          | чел.                          | %                             | муж.  | жен.  |
| 18 487                           | 20 724        | 2237                          | 12,1                          | 10280 | 10444 |

В нижеприводимых таблицах сумма всех ответов (столбец «сумма»), как правило, меньше общего населения населённого пункта (столбец «2006»).
| Религия (Тема 2 — 5 : Число людей по религиям, 2006) |             |                |             |            |        |        |
| Католики, чел.                                       | Католики, % | Другая религия | Без религии | не указано | сумма  | 2006   |
| 18 059                                               | 87,1        | 1454           | 798         | 413        | 20 724 | 20 724 |

| Этно-расовый состав (Этничность. Тема 2 — 3 : Постоянное население по этническому или культурному происхождению, 2006) |            |              |       |        |        |            |        |        |
| Белые ирландцы | Лухт-шулта | Другие белые | Негры | Азиаты | Другие | Не указано | сумма  | 2006   |
| 17 007 | 165        | 1803         | 400   | 229    | 291    | 394        | 20 289 | 20 724 |
| Доля от всех отвечавших на вопрос, %                                                                                   |            |              |       |        |        |            |        |        |
| 83,8 | 0,8        | 8,9          | 2,0   | 1,1    | 1,4    | 1,9        | 100    | 97,91  |

1 — доля отвечавших на вопрос о языке от всего населения.
| Владение ирландским языком (Тема 3 — 1 : Число людей от 3 лет и старше по способности говорить по-ирландски, 2006) |        |            |        |        |
| Владеете ли Вы ирландским языком?                                                                                  |        |            |        |        |
| Да | Нет    | Не указано | сумма  | 2006   |
| 7707 | 11 485 | 510        | 19 702 | 20 724 |
| Доля от всех отвечавших на вопрос о языке, %                                                                       |        |            |        |        |
| 39,1 | 58,3   | 2,6        | 100    | 95,11  |

1 — доля отвечавших на вопрос о языке от всего населения.
| Использование ирландского языка (Тема 3 — 2 : Говорящие по-ирландски от 3 лет и старше по частоте использования ирландского языка, 2006) |                                                            |                                               |                                               |                                               |                                               |                                               |       |                                     |        |
| Как часто и где Вы говорите по-ирландски?                                                                                                |                                                            |                                               |                                               |                                               |                                               |                                               |       |                                     |        |
| ежедневно, только в образовательных учреждениях                                                                                          | ежедневно, как в образовательных учреждениях, так и вне их | в других местах (вне образовательной системы) | в других местах (вне образовательной системы) | в других местах (вне образовательной системы) | в других местах (вне образовательной системы) | в других местах (вне образовательной системы) | сумма | всего, отвечавших на вопрос о языке | 2006   |
| ежедневно, только в образовательных учреждениях                                                                                          | ежедневно, как в образовательных учреждениях, так и вне их | ежедневно                                     | каждую неделю                                 | реже                                          | никогда                                       | не указано                                    | сумма | всего, отвечавших на вопрос о языке | 2006   |
| 1964 | 173                                                        | 155                                           | 466                                           | 2789                                          | 2049                                          | 111                                           | 7707  | 19 702                              | 20 724 |
| Доля от всех отвечавших на вопрос о языке, %                                                                                             |                                                            |                                               |                                               |                                               |                                               |                                               |       |                                     |        |
| 10,0 | 0,9                                                        | 0,8                                           | 2,4                                           | 14,2                                          | 10,4                                          | 0,6                                           | 39,1  | 100                                 |        |

| Типы частных жилищ (Тема 6 — 1(a) : Число частных домовладений по типу размещения, 2006) |          |         |                 |            |       |        |
| Отдельный дом                                                                            | Квартира | Комната | Переносные дома | не указано | сумма | 2006   |
| 6585                                                                                     | 650      | 42      | 5               | 170        | 7452  | 20 724 |

## Известные жители
- Эдвард Джордан — пират, действовавший в Новой Шотландии.